# 海洋石油装备年会
海洋石油装备年会（Offshore Technology Conference，縮寫 OTC），是美國的一个展览和会议，主要涉及的领域为以石油和天然气为主的海洋能源的开发。OTC成立于1969年 ，举办时间是每年五月份的第一个星期一，地点在美国德克萨斯州的休斯敦。

## 外部連結
- offshore technology conference news （页面存档备份，存于）